# Hiroyuki Etō
Hiroyuki Etō,  (衛藤ヒロユキ?) (Taketa, 19 gennaio ...), è un mangaka giapponese.
È conosciuto principalmente per la sua opera più famosa Guru Guru - Il girotondo della magia, pubblicato su Shonen Gangan, da cui sono anche state tratte due serie animate. Tra le altre opere vi sono Gadget e Kamarero.
| Controllo di autorità | VIAF (EN) 257818168 · NDL (EN, JA) 00333030 |